# Ola Svensson (calciatore)
Ola Svensson (6 aprile 1964) è un ex calciatore svedese.